# Weinbau in Slowenien

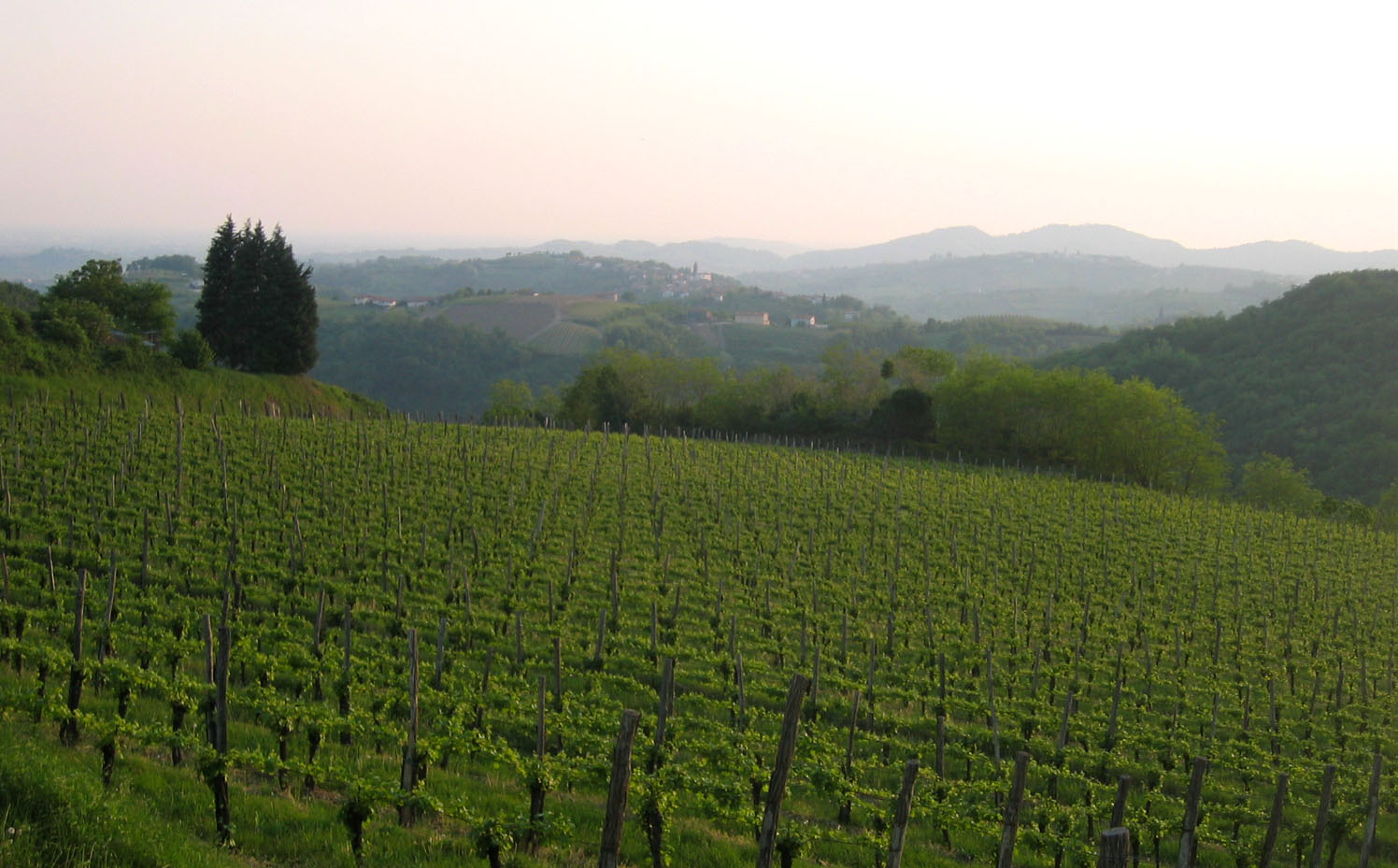
Weingärten im Gebiet von Goriška Brda

In Slowenien werden jährlich zwischen 800.000 und 900.000 Hektoliter Wein produziert. Dabei überwiegen unter den 60 in Slowenien angebauten Rebsorten weiße Sorten.
Bis zu 28.000 landwirtschaftliche Betriebe bewirtschaften etwa 17.500 Hektar Weinberge, von denen fast 14.900 Hektar im Register für die Vermarktung von Trauben und Wein eingetragen sind.
Im Jahr 2021 wurden 862 Hektar biologisch bewirtschaftet. Der Anteil der Qualitätsweine mit geografischer Angabe beträgt bis zu 70 Prozent der gesamten Produktion. Der Weinkonsum in Slowenien geht zurück und Weinproduzenten verkaufen immer mehr Wein auf ausländischen Märkten.

## Weinbauregionen und Weinanbaugebiete

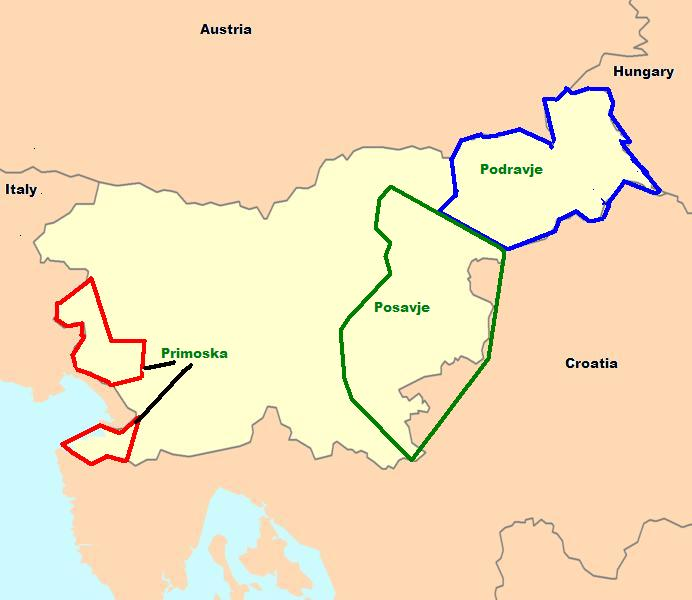
Die drei Weinbauregionen in Slowenien

Slowenien teilt sich in drei Weinbauregionen:
- das Drautal (Weinbauregion Podravje)
- das Adria-Küstenland (Weinbauregion Primorska)
- das Save-Tal (Weinbauregion Posavje)

### Drautal
Aus den Anbaugebieten dieser Region kommen überwiegend Weißweine, die häufigsten Sorten sind Furmint und Welschriesling. Weitere Rebsorten sind Riesling, Traminer, Chardonnay, Sauvignon Blanc und Pinot Gris. Die Weine aus dem Drautal sind traditionsgemäß halbtrocken oder lieblich. Die Podravje-Region selbst ist unterteilt in zwei Weinanbaugebiete: Štajerska Slovenija und Prekmurje.

### Adria-Küstenland
Die Hügel von Brda, Vipava, des Karst-Plateaus und von Koper bilden die Verlängerung der Friauler Anbaugebiete Collio und Carso. Hier werden Chardonnay, Sauvignon Blanc, Pinot Gris, Rébula und Malvasia hervorragender Qualität hergestellt. Aber auch Rotweine, wie Cabernet Sauvignon, Merlot und Pinot Noir werden verstärkt gekeltert. Der traditionelle Rotwein Sloweniens ist der säurereiche Teran aus Refosco-Trauben. Primorska ist in vier Weinanbaugebiete unterteilt: Brda, Vipavska dolina, Kras und Slovenska Istra.

### Save-Tal
Diese Region liegt im Süden Sloweniens, an der Grenze zu Kroatien. Die kleinste slowenische Weinbauregion Posavje, benannt nach dem Fluss Save, ist in drei Weinanbaugebiete unterteilt: Dolenjska, Bizeljsko–Sremič und Bela krajina.

## Rebsorten

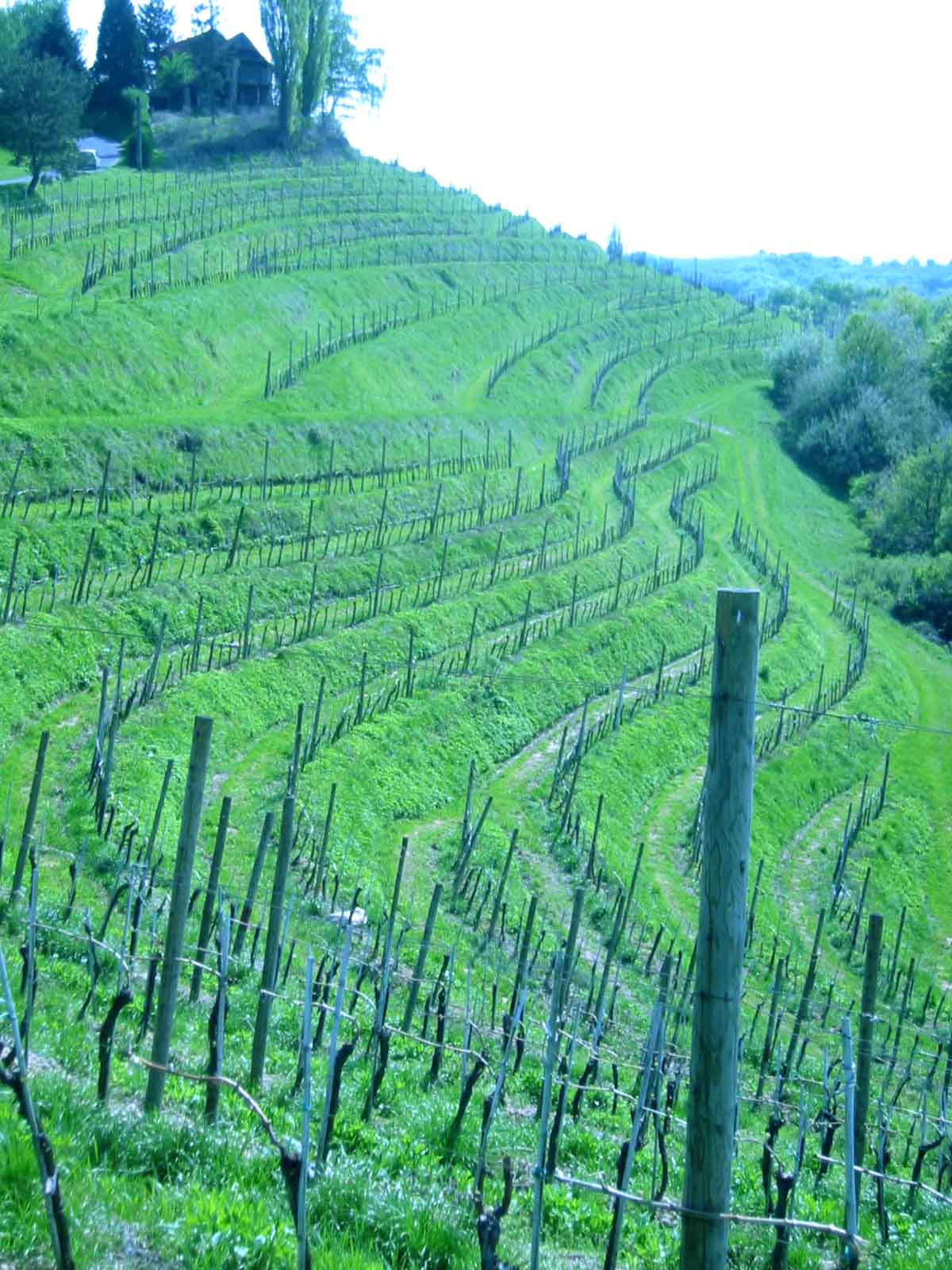
Weingärten in Terrassenbauweise im Gebiet um Jeruzalem

| Führende Rebsorten in Slowenien (Stand 2003) | Führende Rebsorten in Slowenien (Stand 2003) | Führende Rebsorten in Slowenien (Stand 2003) | Führende Rebsorten in Slowenien (Stand 2003) |
| Sorte                                        | Farbe                                        | Synonym                                      | Fläche (%)                                   |
| -------------------------------------------- | -------------------------------------------- | -------------------------------------------- | -------------------------------------------- |
| 1. Welschriesling                            | weiß                                         | Laški Rizling                                | 18,1                                         |
| 2. Chardonnay                                | weiß                                         |                                              | 7,6                                          |
| 3. Sauvignon Blanc                           | weiß                                         |                                              | 6,2                                          |
| 4. Refosco                                   | rot                                          | Refošk                                       | 5,9                                          |
| 5. Žametovka                                 | rot                                          |                                              | 5,6                                          |
| 6. Furmint                                   | weiß                                         | Šipon                                        | 5,2                                          |
| 7. Ribolla Gialla                            | weiß                                         | Rebula                                       | 4,9                                          |
| 8. Merlot                                    | rot                                          |                                              | 4,9                                          |
| 9. Riesling                                  | weiß                                         | Renski Rizling                               | 4,8                                          |
| 10. Pinot Blanc                              | weiß                                         | Beli Pinot                                   | 3,8                                          |